# Герб Кармаскалинского района
Герб Кармаскалинского района — официальный символ Кармаскалинского района Башкортостана Российской Федерации. Герб утвержён 30 июня 2006 года, внесён в Государственный геральдический регистр Российской Федерации под № 2988.

## Описание
Официальное описание герба:
В скошенном справа лазоревом и червлёном поле серебряный летящий орёл, сопровождённый вверху серебряной тамгой башкирского рода Табын, а внизу таковою же опрокинутой тамгой
Авторы: Александр и Гузель Уваровы.

## Символика
Основной фигурой герба является летящий орел — Каракош, который олицетворяет священную птицу древнего табынского рода башкир, издавна живущего на этих землях. Благодатную щедрую землю, обширные пастбища, чистые водоёмы, окружённые дремучими лесами, можно обозреть лишь с высоты птичьего полета. Птица Каракош олицетворяет также смелый дух народа, свободолюбие, вечный призыв к завоеванию новых высот. Стремящаяся в синюю высь гордая птица является символом развития, процветания, силы и устремлённости к достижению высоких целей. 
Две стилизованные тамги башкирского рода Табын, изображённые в лазоревом и червлёном поле, означают уважение к памяти предков, дружбу и взаимопонимание между народами, проживающими в районе. 
Червлень олицетворяет мужество, честь и смелость, а также кровь, пролитую за Отечество. 
Серебряный цвет — это открытость, благородство и трудолюбие народа. 
Лазоревый цвет означает ясность, добродетель, чистоту помыслов, веру в светлое будущее, славу, мужество, честь и искренность. Место расположения лазоревого поля в левом верхнем углу указывает на его доминирующее положение, ибо перечисленные достоинства особо присущи жителям района.

## История
Герб Кармаскалинского района утверждён решением Совета муниципального района Кармаскалинский район Республики Башкортостан от 30 июня 2006 года № 7-9. Внесён в Государственный регистр символики в Республике Башкортостан с присвоением регистрационного номера 023.